# Swedish Open 2008
Lo Swedish Open 2008 (conosciuto anche come Catella Swedish Open per motivi di sponsorizzazione) è stato un torneo di tennis giocato sulla terra rossa. 
È stata la 61ª edizione dello Swedish Open, che fa parte della categoria International Series nell'ambito dell'ATP Tour 2008.
Si è giocato al Båstad Tennis Stadion di Båstad in Svezia,dal 7 al 13 luglio 2008.

## Campioni

### Singolare
Tommy Robredo ha battuto in finale  Tomáš Berdych con il punteggio di 6–4, 6–1

### Doppio
Jonas Björkman /  Robin Söderling hanno battuto in finale  Johan Brunström /  Jean-Julien Rojer con il punteggio di 6–2, 6–2